# 22 ottobre
Il 22 ottobre è il 295º giorno del calendario gregoriano (il 296º negli anni bisestili). Mancano 70 giorni alla fine dell'anno.

## Eventi
- 794 - L'imperatore del Giappone Kanmu sposta la capitale giapponese ad Heian-kyō (l'attuale Kyoto)
- 1335 - L'imperatore del Giappone Hanazono rinuncia alla sua carica per diventare un monaco buddista
- 1441 – A Firenze si svolge il Certame coronario
- 1707 - Presso le Isole Scilly in un disastro navale affondano quattro navi della Royal Navy a causa dell'incapacità dell'equipaggio di individuare la propria posizione corretta, in reazione al disastro il Parlamento inglese promulga il Longitude Act
- 1730 - Viene completato il Canale Ladoga i cui lavori erano iniziati nel 1709
- 1746 – Il College del New Jersey (in seguito rinominato Università di Princeton) riceve il suo statuto
- 1777 - Guerra d'indipendenza americana, nella battaglia di Red Bank le forze statunitensi respingono a Fort Mercer l'assalto dell'esercito del Langraviato d'Assia-Kassel
- 1797 – Nel cielo sopra Parigi, André-Jacques Garnerin esegue il primo lancio con il paracadute di cui si abbia notizia
- 1836 – Sam Houston diventa il primo presidente della Repubblica del Texas
- 1844 - Seconda venuta di Cristo secondo i Milleriti, ed inizio del Giudizio Investigativo secondo la Chiesa cristiana avventista del settimo giorno
- 1865 – Italia: si svolgono le elezioni politiche generali per la 10ª legislatura
- 1866 – Seconda giornata di voto del plebiscito delle province venete e quella di Mantova per l'annessione al Regno d'Italia, a seguito della Terza guerra d'indipendenza
- 1895 – Incidente ferroviario della stazione di Parigi Montparnasse: il treno SNCF proveniente da Granville entra nella stazione di Parigi Montparnasse senza frenare causando uno dei più spettacolari incidenti ferroviari della storia. Le cause dell'incidente sono ancora ignote

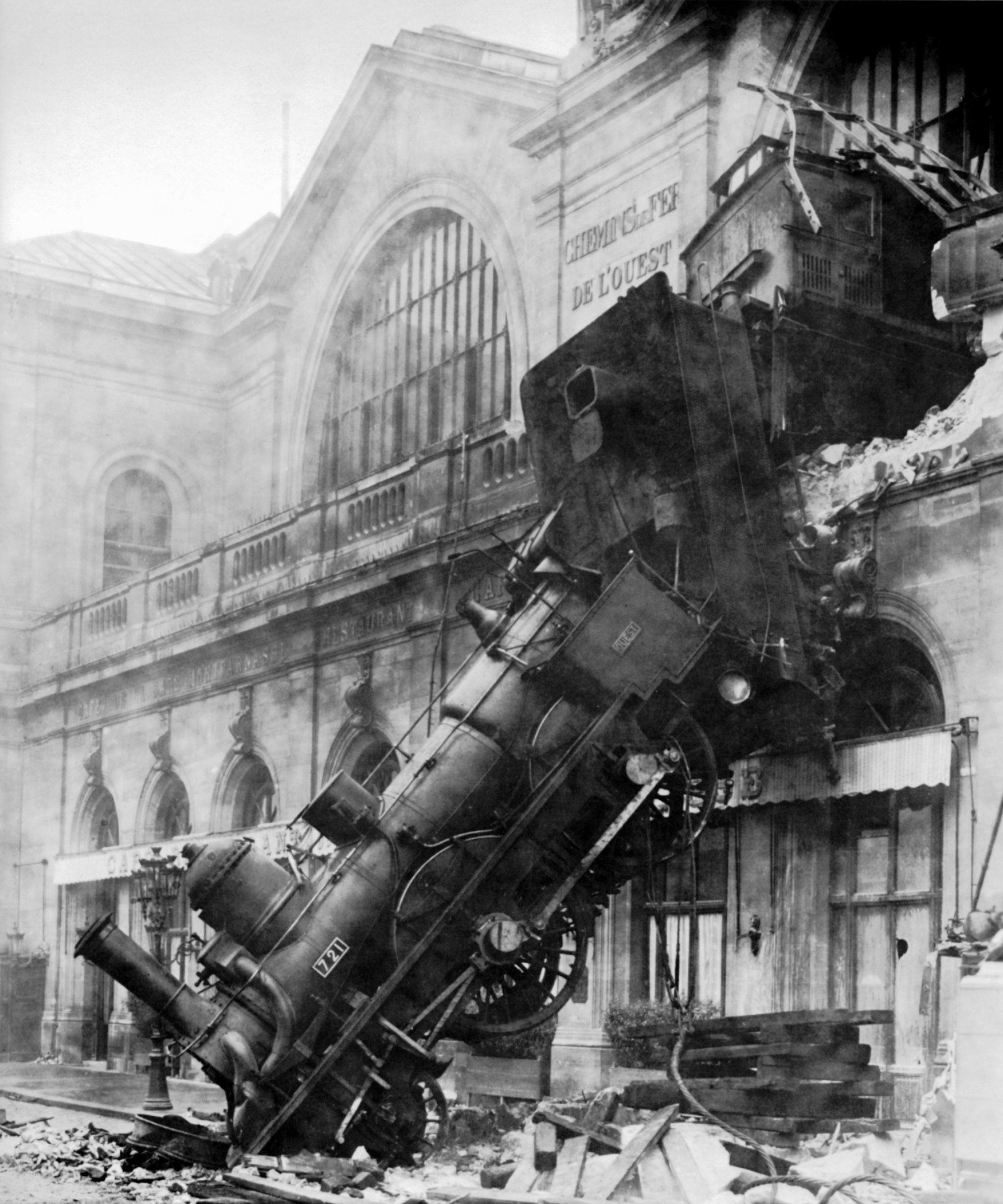
L'incidente di Montparnasse del 1895

- 1907 – Panico del 1907: una speculazione sulle azioni della Knickerbocker Trust Company dà il via ad una catena di eventi che porteranno ad una depressione economica
- 1913 - Il disastro di Dawson è il secondo incidente minerario più cruento dopo quello di Monongah nella storia degli Stati Uniti d'America e dell'emigrazione italiana.
- 1924 - Viene fondata l'organizzazione Toastmasters
- 1934 – A East Liverpool (Ohio), il famoso rapinatore di banche Pretty Boy Floyd viene ucciso da agenti del Federal Bureau of Investigation
- 1942 – Seconda guerra mondiale: gli Alleati compiono un bombardamento notturno sulla città di Genova. Muoiono parecchie centinaia di civili, soprattutto all'interno del rifugio antiaereo allestito nella Galleria delle Grazie, dove perdono la vita tutti i 354 rifugiati al suo interno.
- 1943 – Seconda guerra mondiale: la RAF compie una serie di incursioni aeree sulla città di Kassel, in Germania, uccidendo 10 000 abitanti e lasciandone senza tetto 150.000 (su un totale di 236.000)
- 1953 – Il Laos ottiene l'indipendenza dalla Francia
- 1957 – Guerra del Vietnam: prime vittime statunitensi in Vietnam
- 1962 – Crisi dei missili di Cuba: il presidente statunitense John F. Kennedy annuncia che gli aerei spia americani hanno scoperto armi nucleari sovietiche a Cuba, e che ha ordinato un blocco navale sull'isola
- 1964
  - Canada: un comitato parlamentare multipartitico sceglie il disegno della nuova bandiera canadese
  - Jean-Paul Sartre ottiene il Premio Nobel per la letteratura, ma lo rifiuta
- 1966 – Le Supremes diventano il primo gruppo musicale femminile ad ottenere un album in cima alle classifiche di vendita negli USA (The Supremes A' Go-Go)
- 1968 – Programma Apollo: l'Apollo 7 ammara nell'Oceano Atlantico dopo aver orbitato attorno alla Terra per 163 volte
- 1969 – A Genova viene costituita l'organizzazione di Sinistra extraparlamentare denominata Gruppo XXII Ottobre.
- 1970 – Il criminale nazista austriaco Franz Stangl viene condannato al carcere perpetuo.
- 1972 – Manifestazione nazionale a Reggio Calabria in seguito ai moti di Reggio
- 1972 – Guerra del Vietnam: si conclude l'Offensiva di Pasqua mentre a Saigon, Henry Kissinger e il presidente sudvietnamita Nguyễn Văn Thiệu si incontrano per discutere della proposta di cessate il fuoco elaborata a Parigi tra USA e Vietnam del Nord. Thieu rigetta la proposta e accusa gli USA di cospirare per minare la stabilità del suo regime
- 1975
  - USA: Leonard Matlovich, sergente dell'aviazione militare statunitense e veterano decorato della guerra del Vietnam, viene cacciato dall'esercito dopo essere apparso in uniforme sulla copertina del Time, sotto il titolo "Io sono omosessuale"
  - Italia: nel contesto degli Anni di Piombo si consuma la Strage di Querceta.
  - La sonda sovietica Venera 9 trasmette le prime immagini da un altro pianeta[1]
- 1978 – Inizia il pontificato di papa Giovanni Paolo II
- 1999 – Maurice Papon, politico francese, viene incarcerato per crimini di guerra
- 2004 – La rivista di divulgazione scientifica Nature, pubblica la scoperta di una nuova specie umana, Homo floresiensis, sull'Isola di Flores, in Indonesia
- 2007 – Scontri in Kurdistan, muoiono 17 militari turchi
- 2008
  - Il telefono HTC Dream, primo dispositivo a montare un sistema operativo Android, viene messo in commercio negli Stati Uniti
  - L'Agenzia Spaziale Indiana lancia la sua prima missione lunare senza equipaggio con la navicella Chandrayaan-1
- 2009 - Microsoft rilascia il suo nuovo sistema operativo, Windows 7.
- 2022 - Giorgia Meloni diventa ufficialmente la prima donna Presidente del Consiglio nella storia d'Italia.

## Nati
Ci sono circa 1 040 voci su persone nate il 22 ottobre; vedi la pagina Nati il 22 ottobre per un elenco descrittivo o la categoria Nati il 22 ottobre per un indice alfabetico.

## Morti
Ci sono circa 460 voci su persone morte il 22 ottobre; vedi la pagina Morti il 22 ottobre per un elenco descrittivo o la categoria Morti il 22 ottobre per un indice alfabetico.

## Feste e ricorrenze

### Civili
Internazionali:
- Giornata internazionale di sensibilizzazione sulla balbuzie[2]

Nazionali:
- Italia - Giornata del teatro[3]

### Religiose
Cristianesimo:
- San Giovanni Paolo II, papa
- Sant'Abercio di Ierapoli, vescovo
- Sant'Apollo di Bawit, abate
- San Benedetto di Mezieres eremita
- San Bertario di Montecassino, abate e martire
- San Donato di Fiesole, vescovo
- Sant'Esclarmonde di Foix (Esclaramunda), regina di Maiorca, mercedaria
- Santi Filippo ed Ermete, martiri
- San Leotaldo di Auch, vescovo
- San Lupenzio, abate
- San Mellone di Rouen, vescovo
- San Marco di Gerusalemme, vescovo
- San Moderanno di Rennes, vescovo
- San Nancto, abate e martire
- Sante Nunilone e Alodia, martiri
- San Simmaco di Capua, vescovo
- San Valerio di Langres, diacono e martire
- Beata Lucia Bartolini Rucellai, monaca

Wicca:
- 2006 – Luna delle foglie

### Curiosità
- Per celebrare la data di ascesa al trono, ad Abu Simbel il primo raggio di Sole illumina il volto del faraone Ramses II.
- Il 22 Ottobre è il Caps Lock day[4]